# Révolte de février 1927
La révolte de février 1927 est une rébellion militaire qui se déroula entre le 3 et le 9 février 1927 au Portugal. Elle éclata à Porto où se trouvait le poste de commandement des insurgés. Le général Adalberto Gastão de Sousa Dias en fut le principal meneur. Elle se solda par l'exil pour les uns, l'emprisonnement pour les autres, sans compter les nombreuses victimes : 80 morts et 360 blessés à Porto, plus de 70 morts et 400 blessés à Lisbonne. Ce fut la première réelle tentative de renverser la dictature militaire instauré par le coup d'état du 28 mai 1926. Les mouvements insurrectionnels nés en réaction à cette dictature, furent désignés sous le terme de "Reviralhismo". L'échec de cette révolte, l'exil et l'arrestation de ses organisateurs eurent pour conséquence de désorganiser et d'affaiblir l'opposition à ce régime pendant de nombreuses années. Elle donna néanmoins naissance à la Ligue de Défense de la République, plus connue sous le nom de Ligue de Paris.

## Contexte
Le succès du coup d'État du 28 mai 1926, neuf mois auparavant, avait conduit à l'instauration d'une dictature militaire, qui s'auto-intitula Dictature nationale. La constitution de 1911 ainsi que les libertés civiques avait été suspendues, le parlement fermé.
Malgré son caractère antidémocratique, le régime qui s'ébaucha était en phase avec les mouvements antiparlementaristes, en pleine expansion partout en Europe. Au Portugal, ce mouvements reflétait l'état d'esprit d'une population fatiguée de l'instabilité politique et des violences qui avaient marqué la dernière décennie. Les gouvernements tombaient les uns après les autres, la vie politique était rythmée par les révoltes, contre-révoltes, putschs militaires, coups d'état, grèves et attentats qui se succédaient sans fin. La première république avait montré ses limites en tant que régime politique viable.
Bien que le coup d'état du 28 mai 1926, bientôt désigné par ses partisans comme "Révolution Nationale", ait reçu le soutien de nombreux républicains et démocrates modérés, il restait contesté par la gauche républicaine. Celle-ci, bien que fragilisée par l'emprisonnement et la déportation de nombre de ses membres, décrétés par le gouvernement de Gomes da Costa, après le coup d'état, restait active et mobilisée, surtout parmi les militaires et les membres des forces de l'ordre. Ceux-ci, habitués aux révoltes et contre-révoltes, ne voyaient dans le coup d'état du 28 mai, qu'une insurrection parmi d'autres, aussi éphémère que les autres, vouée à être renversée, comme les autres.
Il n'est donc pas étonnant que ce soient trouvés, au sein de l'armée portugaise, de la Garde Nationale Républicaine et des autres forces de l'ordre, de nombreux officiers, sergents ou simples soldats prêts à restaurer les idées républicaines et à réinstaller au pouvoir le Parti Démocrate portugais afin de rétablir les libertés civiques.
Aux éléments des forces militaires et des forces armées, se joignaient les militants des organisations d'ouvriers, dont ceux de la Confédération Générale du Travail (CGT), ainsi que ceux des partis républicains. Ces institutions continuaient à fonctionner et à éditer leurs journaux, malgré les restrictions croissantes de la censure et de la police.

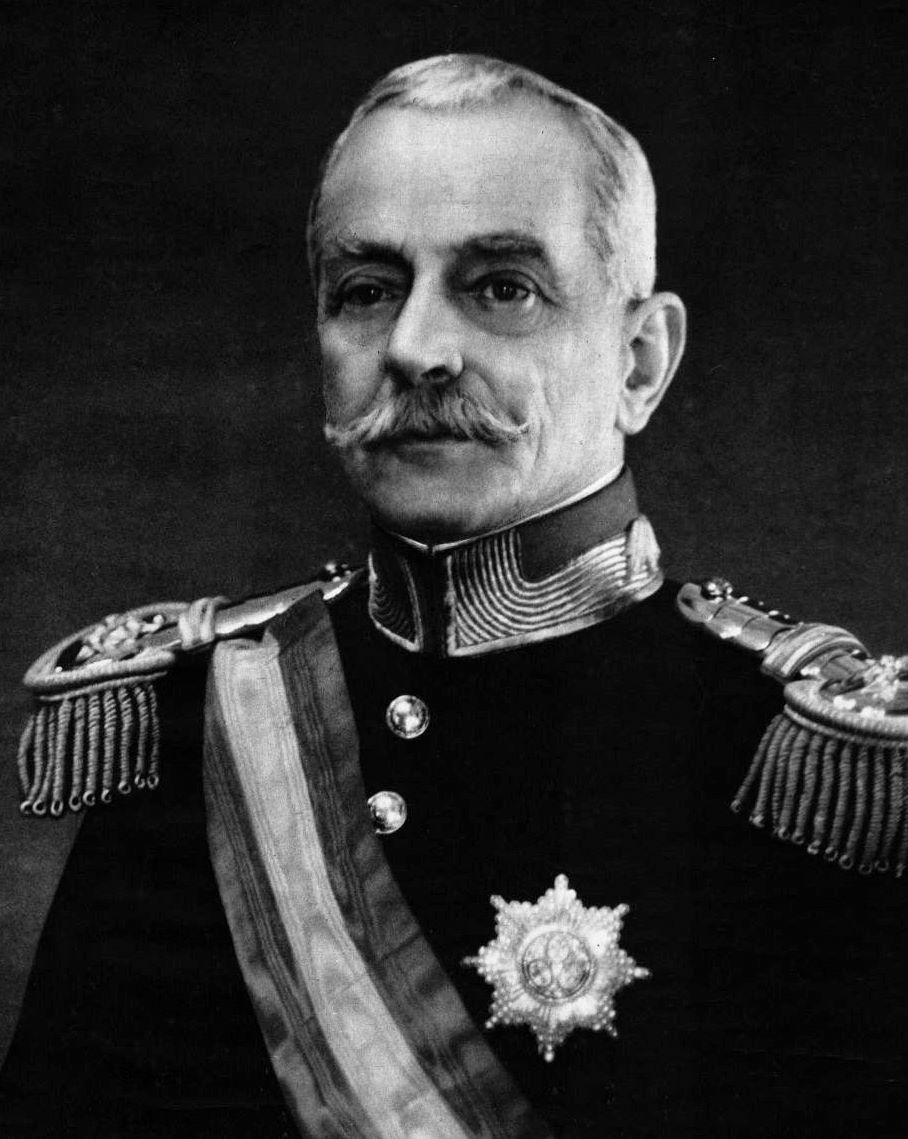
Oscar Carmona

Après une décennie de perpétuelles insurrections et une crise révolutionnaire qui atteignit son paroxysme entre 1924 et 1925, tous les responsables politiques envisageait la possibilité de nouveaux épisodes révolutionnaires. L'imminence d'une révolte était palpable. Il était également évident qu'elle viendrait du nord, de Porto plus précisément.
Un événement précipita les choses. Dès la nomination du gouvernement de Fragoso Carmona, le 9 juillet 1926, celui-ci avait évoqué la nécessité de réaliser un grand emprunt auprès de l'étranger. Dès janvier 1927, les partis républicains (l'Union Libérale Républicaine et le Parti Républicain) protestèrent contre cette décision. Ils la considéraient anticonstitutionnelle. Ils firent donc savoir par courrier, aux ambassades étrangères, qu'ils ne respecteraient aucun accord sur ce sujet s'ils arrivaient au pouvoir. Le régime fit arrêter les signataires de ce courrier ainsi que quelques officiers solidaires. Certains parvinrent à prendre la fuite. Les autres furent déportés vers le Cap-Vert. Le choix d'une révolte s'imposait.
Fin janvier, le général Óscar Carmona, l'un des militaires les plus prestigieux du pays, Président de la République de l'époque, avait d'ailleurs fit une visite à Porto afin de s'assurer de la fidélité des unités militaires de la région et de prévenir une éventuelle révolte.
À la même époque, plusieurs ministres se réunirent dans les casernes du 3e régiment d'artillerie de Lisbonne, pour mesurer leur force et alerter le pays.
La révolte de février 1927 commence donc comme une rébellion militaire de plus, succédant aux dizaines d'autres qui avaient rythmé les dernières années de la Première République portugaise, à une différence près : l'effet de surprise envers le gouvernement et les forces armées ne pouvait plus jouer. D'ailleurs, ce ne fut pas la première tentative pour renverser le nouveau régime. À Chaves, le 11 septembre 1926, a eu lieu une rébellion dans une des casernes de l'infanterie ; mouvement sans suite et sans écho dans le pays qui reflétait néanmoins la persistance des idées révolutionnaires.
Ce mouvement qui s'insérait dans un processus antérieur au coup d'état de mai 1926 était donc prévisible. Il avait néanmoins un objectif bien déterminé: empêcher la consolidation de la dictature militaire issue du coup d'état de mai 1926. Bien que récente, la dictature avait déjà rallié à elle de larges secteurs de la société portugaise, dont une partie des républicains et des démocrates modérés. Ils avaient fini par y voir un moindre mal face à l'instabilité et à la violence des années antérieures.
Malgré son échec et le prix en vie humaine, cette révolte marquera le début du Reviralhisme. Elle sera la première et unique rébellion à constituer une réelle menace pour la dictature et la consolidation du futur Estado Novo .

## Les faits

### La planification
L'organisation de la révolte de février 1927 fut le résultat de plusieurs initiatives venues de démocrates, originaires du nord, principalement de Porto. Ils avaient en commun d'être opposés à la dictature. Ils s'étaient regroupés autour du général Adalberto Gastão de Sousa Dias. Celui-ci s'était rendu célèbre par sa réaction au coup d'état du 28 mai 1926. D'autres militaires prestigieux composaient le groupe: le commandant Jaime de Morais, le capitaine Sarmento Pimentel ou le lieutenant João Pereira de Carvalho. Par ailleurs des figures du mouvement républicain tels que Jaime Cortesão, ancien médecin-capitaine du Corps expéditionnaire portugais et José Domingues dos Santos s'étaient joints au mouvement. Celui-ci comptait ainsi des militaires et des civils, républicains avant tout, "dont l'activité politique s'était développée jusque là hors de toute activité partisane”.
Certains étaient déjà mêlés à l'organisation d'une révolte, qui devait se tenir le 25 juin 1926, soit un mois à peine après le coup d'état du 28 mai 1926. On parla à l'époque du groupe dit "de la Bibliothèque Nationale". Ce groupe était composé notamment de Raul Proença, Jaime Cortesão et de David Ferreira, fortement liés au mouvement Seara Nova.

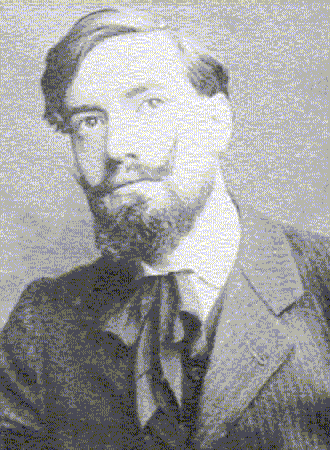
Jaime Cortesão

Le général Sousa Dias, étant à l'époque emprisonné à l'hôpital militaire de Porto, ville, où existait par ailleurs un important noyau de républicains et de démocrates, connue pour l'attachement traditionnel de sa garnison au camp démocratique, il fut décidé d'y établir le quartier général de la rébellion. On espérait néanmoins que Lisbonne et le reste du pays suivraient rapidement. Le 21 janvier 1927, Raul Proença partit pour Porto afin de servir d'agent de liaison avec les révolutionnaires de Lisbonne. Il participa ainsi à la planification et au déroulement de la révolte.
Une fois Porto tombée, la révolte était censée se propager à Lisbonne. Les unités militaires adhérant au mouvement, soutenues par les civils enrôlés par les organisations ouvrières et démocratiques, devaient empêcher l'envoi vers le nord, de renforts aux troupes gouvernementales. Il s'agissait de rendre le gouvernement impuissant, le temps de consolider la nouvelle situation politique à Porto et de permettre l'expansion du mouvement aux garnisons du pays.
La révolte était programmée pour éclater le jour des commémorations de la révolte du 31 janvier 1891. Les retards et les hésitations des conspirateurs finirent par repousser son déclenchement au 3 février.

### La révolte à Porto
La révolte débuta vers 4 heures trente du matin le 3 février, avec la sortie du 9e régiment des Chasseurs, rejoint par une grosse partie du 6e régiment de Cavalerie de Penafiel, plusieurs éléments du régiments de la ville ainsi qu'une compagnie de la Garde Nationale Républicaine (GNR) en garnison dans le quartier de Bela Vista, à Porto.
Le commandement des forces fut confié au général Adalberto Gastão de Sousa Dias, appuyé par un chef d'état-major, le colonel Fernando Freiria, par un comité révolutionnaire ayant pour membres Jaime Cortesão, Raul Proença, Jaime Alberto de Castro Morais, João Maria Ferreira Sarmento Pimentel et João Pereira de Carvalho. José Domingues dos Santos, leader de la gauche démocratique, ayant dirigé la conspiration civile contre la monarchie du nord en 1918, soutenait le mouvement.
Jaime Cortesão fut immédiatement nommé gouverneur civil de Porto. Raul Proença, conspirateur, organisateur et combattant armé, servait de liaison avec les conspirateurs de Lisbonne.
Au petit matin du 3 février, les révoltés se dirigèrent vers la Praça da Batalha, où se trouvaient les sièges du quartier général de la région militaire et du gouvernement civil, ainsi que la plus importante station de télégraphe. Lors de cette première action, plusieurs gradés furent faits prisonniers : le général José Ernesto de Sampaio et le colonel João de Morais Zamith, respectivement premier et second commandants de la région militaire, Le lieutenant-colonel Luís Monteiro Nunes da Ponte, gouverneur civil de Porto, et son substitut, le major Sequeira Tavares, le commandant des forces qui gardait le quartier général ainsi que le président de la Commission de Censure.
Après quelques heures de cafouillage, les forces gouvernementales, s'organisèrent : elles regroupaient une partie du 18e régiment d'Infanterie, commandée par le colonel Raul Peres, le 9e régiment de Cavalerie et le 5e régiment d'Artillerie, en garnison à Serra do Pilar. Dans l'après-midi du 3 février, sous le commandement du colonel João Carlos Craveiro Lopes, chef de l'état-major de la région militaire et gouverneur militaire de la ville, les forces pro-gouvernementales se concentrèrent dans la caserne de la Serra do Pilar. De ses hauteurs, ils ouvrirent le feu contre les révoltés.
Dans la matinée de ce 3 février, le ministre de la guerre, le colonel Abílio Augusto Valdez de Passos e Sousa, quitta Lisbonne dans un train à destination de Vila Nova de Gaia; preuve, s'il en est, de la confiance du gouvernement envers la loyauté des troupes de Lisbonne. Il prit aussitôt le contrôle opérationnel des forces pro-gouvernementales installées sur place, commandées par le colonel João Carlos Craveiro Lopes. Il se maintiendra à la tête des combattants jusqu'à la fin des événements.
Au matin du 4 février, le régiment d'artillerie d'Amarante se joint aux révoltés. Leur artillerie obligea les forces gouvernementales à reculer vers le Monte da Virgem. De là, ces dernières poursuivirent le bombardement des révoltés.
Au cours de cette matinée, les révoltés se concentrèrent autour de Praça da Batalha. Ils creusèrent des tranchées tout autour, défendues par des mitrailleuses et des pièces d'artillerie. Au croisement de Rua do 31 de Janeiro et de Rua de Santa Catarina, les mitrailleuses furent si efficaces que la position fut nommée "tranchée de la mort".
Pour compléter le périmètre défensif, une autre mitrailleuse fut placée dans la tranchée creusée au croisement des rues de Cima de Vila et da Madeira, une pièce d'artillerie fut apportée à l'angle de l'hôpital da Ordem do Terço, dirigée vers la rue do Cativo, une autre mitrailleuse placée dans le Largo do Corpo da Guarda, aujourd'hui disparu, au sommet de la rue du même nom. Les pavés furent arrachés rue Alexandre Herculano, à la jonction de Praca da Batalha et de la rue de Entreparedes, pour y installer deux pièces d'artillerie.
Les soldats du 6e Régiment d'Infanterie de Penafiel et les GNR de Bela Vista prirent position le long de la rue de Chã, tandis que des patrouilles constituées de soldats et de civils surveillaient le périmètre.
Lors de cet après-midi, le commandant Jaime de Morais, chef militaire du Comité Révolutionnaire du Nord, envoya au général Óscar Carmona, Président de la République, un télégramme contenant un ultimatum: Les officiers révoltés ont décidé de ramener le pays sur la voie de la démocratie constitutionnelle, dont on l'avait détourné, avec la formation d'un gouvernement national qui affirmera la suprématie du pouvoir civil, protégé et défendu par les forces armées..
Le 4 février et les jours qui suivirent, des troupes venues de Penafiel, Póvoa de Varzim, Famalicão, Guimarães, Valença, Vila Real, Peso da Régua et Lamego, se joignirent aux révoltés de Porto. D'Amarante leur parvint de l'artillerie, qui fut installée dans la zone de Monte Pedral. L'artillerie de Figueira da Foz fut retenue à Pampilhosa.
Mais contrairement à ce qui était prévu par les révoltés, le 4 février, il n'y avait toujours pas eu d'adhésion au mouvement venue de Lisbonne, centre névralgique du pouvoir politique et militaire. Cela permit au Ministre de la Guerre, le colonel Passos e Sousa, de concentrer toutes ses forces contre les tranchées de Porto. La situation des révoltés devint critique dans la soirée : les forces pro-gouvernementales tenaient Lisbonne, tout le sud du pays et la rive sud du Douro, ce qui rendait improbable une arrivée de renforts pour les révoltés.
Dans la matinée du 5 février, le vapeur Infante de Sagres arrivait à Leixões, avec à son bord des troupes gouvernementales, commandées par le colonel Augusto Manuel Farinha Beirão. Pendant ce temps, d'autres forces gouvernementales traversaient le Douro à Valbom, en direction du centre de Porto.
Ce même matin, se déroula une tentative de conciliation : le commandant Jaime de Morais et le major Severino se rendirent au quartier-général du Ministre de la Guerre, installé dans un immeuble de l'avenue das Devezas, à Gaia. Ils tentèrent de négocier une reddition en échange de la liberté des révoltés. Les négociateurs des révoltés furent obligés de traverser la ville les yeux bandés. La négociation échoua, le Ministre ne laissant le choix qu'entre la reddition inconditionnelle et le bombardement de la ville. Sur les coups de 16 heures, ce 5 février, éclata alors un duel d'artillerie entre les deux rives du Douro.
L'encerclement des révoltés fut lancé. La ville se trouva prise sous une pluie de mitraille venue de toutes parts : au nord, les troupes arrivées de Leixões à bord de l'Infante de Sagres; à l'est, les troupes fidèles au gouvernement venues de Bragance et de Régua, commandées par António Lopes Mateus; au sud, depuis Vila Nova de Gaia, près de 4000 hommes venus de différentes garnisons se concentrèrent, munis d'artillerie lourde.
La menace de l'encerclement devenant critique, les révoltés proposèrent un armistice, dans la nuit du 5 février. Passos e Sousa réitèra les mêmes exigences que la veille : reddition inconditionnelle ou l'intensification des bombardements, voire l'usage d'obus.
Face à une telle situation, Raul Proença retourna à Lisbonne dans la nuit du 6 février, afin d'obtenir l'aide espérée et déclencher une révolte sur place.
Une attaque à la baïonnette contre l'artillerie gouvernementale de la Serra do Pilar (Gaia) étant promise au bain de sang et au bombardement de la ville, il ne restait plus qu'une solution : négocier la reddition. Pourtant, les révoltés résistèrent encore durant les journées du 6 et du 7 février, les choses semblant se débloquer tout doucement à Lisbonne. Les heures passant et les munitions venant à manquer, la défaite ne fit plus de doute et les voix appelant à la reddition devinrent majoritaires.
Finalement, dans l'après-midi du 7 février, à court de munitions, le quartier-général des révoltés, installé dans le théâtre São João, donna l'ordre aux civils présents sur place de se disperser. À minuit, le général Sousa Dias fit parvenir au 5e régiment d'artillerie, à Gaia, par l'intermédiaire du major Alves Viana, de la GNR, un document signé uniquement par lui-même, dans lequel il proposait une reddition, demandant d'exempter les sergents, les caporaux et les soldats. Passos e Sousa accepta uniquement celle des caporaux et des soldats, déclarant que les officiers et les sergents compromis seraient punis. Quant aux civils arrêtés les armes à la main, ils seraient immédiatement fusillés.
N'ayant plus le choix, vers 3 heures du matin, le 8 février, Sousa Dias accepta les conditions et ordonna la reddition des révoltés. Vers 8h30, Passos e Sousa faisait une entrée triomphale dans Porto, traversant le pont Dom-Luís. La révolte était finie.
Peu après, le colonel João Carlos Craveiro Lopes envoya au général Óscar Carmona, Président de la République, le télégramme suivant : "Je félicite Son Excellence et le gouvernement de la Nation. Les troupes sont entrées Praça da Batalha, Porto, à 8h30 pour contrôler la ville où la vie reprend son cours". Dans l'après-midi, le ministre Passos e Sousa partit pour Lisbonne, ville où la révolte avait maintenant éclaté.
Durant ces 5 jours, plus d'une centaine de personnes, civils et militaires, perdirent la vie. Parmi eux, le journaliste António Maria Lopes Teixeira, directeur du "Diário do Porto". On compta plus de 500 blessés, dont certains succombèrent par la suite. Les tirs et les bombardements causèrent de nombreux dégâts parmi les habitations et les bâtiments publics.

### La révolte de Lisbonne: La révolution du remords
Dès le 5 février, l'agitation gagna les milieux ouvriers de Lisbonne, solidaires des révoltés de Porto. Les militaires restèrent néanmoins dans leurs casernes.
Le 6 février, l'agitation grandit. Des groupes de civils se soulevèrent, aussitôt réprimés par la police et le GNR. Le café Brasileira ainsi que d'autres lieux publics, considérés comme des lieux de comices révolutionnaires, furent fermés par la police. Fidèles à la tradition de radicalisme qui avait marqué les dernières années, les marins de l'Arsenal, se révoltèrent et s'emparèrent de la brigade d'Alfeite, avec le soutien de civils armés. Simultanément, à Barreiro, les cheminots des régions sud et sud-est, déclenchèrent une grève générale, paralysant le trafic ferroviaire au sud du Tage. Le gouvernement réagit avec l'occupation militaire des installations ferroviaires.
Ce n'est que le 7 février, et après de longues hésitations, alors que la révolte de Porto était sur le point d'échouer, que les premières adhésions militaires se manifestèrent enfin. Elles restèrent néanmoins trop peu nombreuses et vacillantes, dictées davantage par la solidarité avec les troupes de Porto, que par la conviction révolutionnaire: c'est pourquoi Sarmento Pimentel parla de "révolution du remords".
Les forces solidaires étaient commandées par le commandant Agatão Lança, et son auxiliaire, le colonel José Mendes dos Reis.
Si les principales unités de l'armée de terre restèrent majoritairement indifférentes, ce ne fut pas le cas des marins et du GNR qui adhérèrent à la révolte, soutenus pas des civils armés, dont beaucoup étaient d'anciens membres du Mouvement de la Fourmi Blanche (Movimento da Formiga Branca).
Certaines unités des forces navales y adhérèrent également: le croiseur NRP Carvalho Araújo, sous le commandement de João Manuel de Carvalho et la canonnière NRP Ibo. Lorsque les révoltés se regroupèrent à l'Arsenal de Lisbonne, ils furent bombardés par l'aviation, qui avait décidé de rester fidèle au gouvernement.
Du côté du gouvernement, à Lisbonne, la défense fut coordonnée au début par le général Luís Manuel Domingues puis, à partir du 9, par Passos e Sousa. Le gros de l'Armée de terre s'était rangé du côté du gouvernement, laissant les révoltés isolés et pratiquement désarmés, malgré l'assaut du dépôt de matériel de guerre et de l'usine d'armement.
dans la nuit du 8 février, le ministre de la guerre, Passos e Sousa, rentre à Lisbonne, après la victoire remportée à Porto. Accompagné de troupes venues du nord, il assume le contrôle des forces gouvernementales. Très vite, il renforce le siège des révoltés, dont il exige, comme à Porto, la reddition inconditionnelle.
Dans la soirée du 9 février, vers 19h30, à court de munitions, Mendes dos Reis accepte de se rendre sans conditions. Comme à Porto, on menace d'abattre sans sommation, tout civil qui serait trouvé armes à la main. Ce jour-là, près de la fontaine de la place du quartier de Rato, plusieurs civils et mariniers furent exécutés.
À Lisbonne, les combats entre révoltés et forces gouvernementales firent au moins 90 morts et plus de 400 blessés.

### Les suites de la révolte
La révolte terminée, les vaincus tirèrent un bilan amer des événements: le manque d'adhésion de Lisbonne fut pointé comme la principale raison de cet échec. On avait espéré en vain une révolte simultanée dans les deux villes. Sousa Dias confirme ce point de vue en soulignant le manque d'engagement de la part des militaires.
Toutes les personnes arrêtées à travers le pays furent conduites à la prison de Lisbonne deux jours après. Les noms des officiers arrêtés furent publiés: parmi eux, le général Sousa Dias, 2 colonels, 3 majors, 18 capitaines, 55 lieutenants, 6 enseignes, 3 musiciens de fanfare militaire. Le 11 février, 125 sergents et 22 civils sont également arrêtés.
Du point de vue politique, la révolte eut pour conséquence le durcissement de la répression du régime dictatorial. Cela se traduisit notamment par des purges au sein de l'administration: le décret n.º 13 137, du 15 février 1927, ordonne la démission des fonctionnaires impliqués dans la révolte, dont Jaime Cortesão et Raul Proença. Le même jour, le décret n.º 13 138, dissout les unités de la Garde Nationale Républicaine, de l'armée ainsi que les organisations politiques et civiles ayant soutenu le mouvement. ce fut le cas de la CGT (Confédération générale du travail) dont le siège et le journal (A Batalha) furent fermés le 27 mai, ce dernier ayant été la cible, le 6 mai, d'une attaque de manifestants. Bernardino Machado est condamné à l'exil.
Des hommes du régime viennent occuper les postes vacants. Le 15 mars, le recteur de l'Université de Coimbra, Fernando Duarte Silva de Almeida Ribeiro, demande sa démission avant d'être remplacé, le 7 mai, par Domingos Fezas Vital. Le colonel Augusto Manuel Farinha Beirão, à la tête de la répression de la révolte de Porto, est nommé Commandant de la Garde Nationale Républicaine le 27 mai.
Afin de contrôler plus efficacement l'opposition, un département de police politique, la Police Spéciale d'Informations, est créé, le 26 mars à Lisbonne. Elle sera la base de la future police politique de l'Estado Novo plus connue sous le nom de PIDE. Elle compte parmi ses membres des agents de l'ancienne Police Préventive de Sécurité de l'État (Polícia Preventiva de Segurança do Estado). Le 11 avril, une Police Spéciale d'Information est créée à Porto avec à sa tête le lieutenant Alfredo de Morais Sarmento.
De son côté, l'opposition politique va connaître une réorganisation complète, avec la naissance le 12 mars 1927, en exil, de la Ligue de Défense de la République, connue sous le nom de Ligue de Paris. Elle comptera parmi ses membres tout ce que l'opposition compte d'exilés: Afonso Costa, Álvaro de Castro, José Domingues dos Santos, Jaime Cortesão et António Sérgio.
On assiste à l'institutionnalisation du soutien à la dictature avec la naissance, le 9 février, de la Confédération Académique de l'Union Nationale (Confederação Académica da União Nacional), premier mouvement civil de soutien à la dictature créé par Vicente de Freitas, inspiré de l'Union Patriotique de Primo de Rivera. Le mouvement obtient immédiatement le soutien des journaux liés à la Droite et à l'Église.
On peut dire que la révolte de février 1927 fut un moment de définition idéologique pour les deux camps qui vont s'opposer durant les décennies suivantes.